# Szent Gellért tér

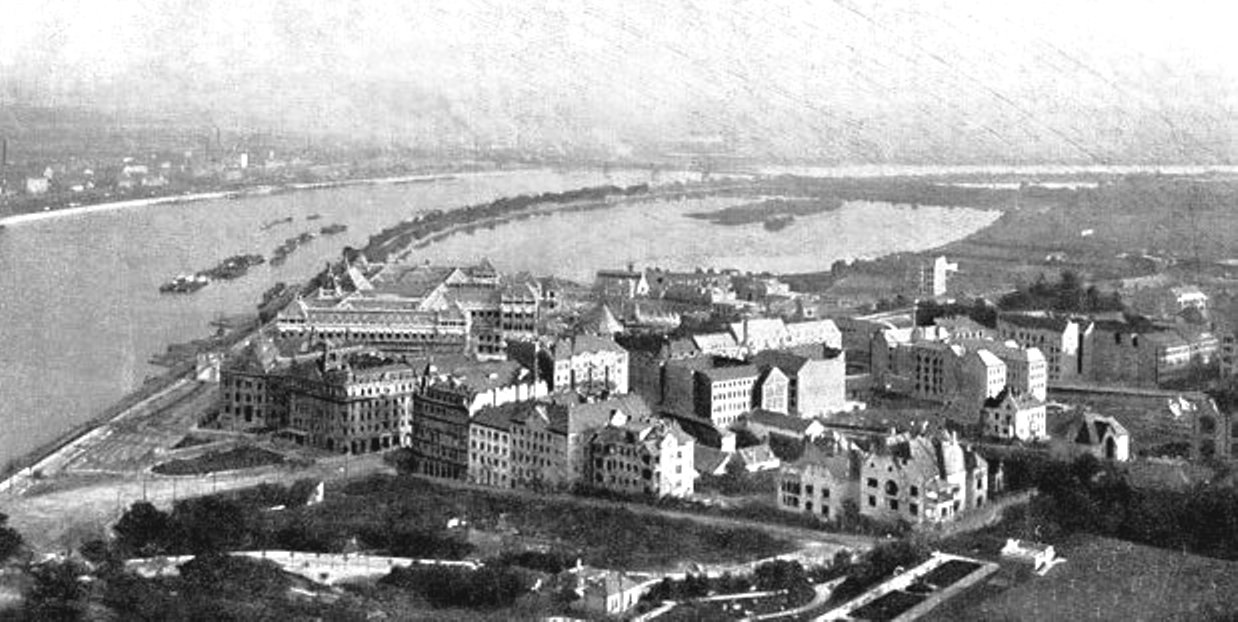
A térség 1910 körül: a Gellért Szálló még sehol, háttérben a Lágymányosi-öböl

A Szent Gellért tér Budapest XI. kerületében található, a  Duna partján, a Gellért-hegy lábánál. A 2002-ben felújított tér névadója Gellért püspök. (1902-től Gellért tér, 1920-tól Szent Gellért tér.)
A felszín alól hőforrások törnek elő, amelyek a Gellért gyógyfürdőt látják el gyógyvízzel.

## Fekvése
Határai: Szent Gellért rakpart, Kelenhegyi út 1. és 2., Kemenes utca 1., Bartók Béla út 1. és 2., Műegyetem rakpart 1., Szabadság híd.

## Közlekedés
1899-ben megindult a Dél-Budai HÉV a Szent Gellért tértől a Fehérvári úton át, Albertfalva után kétfelé ágazva (Budaörsöt érintve) Törökbálint, valamint Budafokon át Nagytétény felé. 1941-ben kiköltöztették a Móricz Zsigmond körtérre. A téren keresztül halad át nap mint nap Dél-Buda közlekedésének jelentős része. Az M4-es metróvonal egyik állomása van itt, a 7-es, 107-es és 133E autóbuszok, valamint a 19-es, 41-es, 47-es, 48-as, a 49-es, az 56-os és az 56A villamosok állnak meg a téren. Az éjszakai órákban a 907-es, 973-as és 973A buszok érintik.

### Találkozó utak
- Bartók Béla út
- Budafoki út
- Kemenes utca
- Mányoki út
- Műegyetem rakpart
- Szabadság híd
- Szent Gellért rakpart

## Épületek
- Szent Gellért tér 1. – A Gellért Szálló helyén már az Árpád-korban is meleg vizes nyílt fürdő működött. A török korban Aga-ilidzse (Aga-fürdő) vagy más néven Adzeike-ilidzse (Szüzek-fürdője) később gyógyiszapja miatt a „Sáros fürdő” nevet kapta. Az annak helyén lévő épületeket a főváros 1894-ben, a mai Szabadság híd építésekor lebontatta. Helyükön fürdőszálló építését tervezték, de költségvetési nehézségek, majd a háborús viszonyok miatt az építkezés elhúzódott. Az új Gellért gyógyfürdő és szálló, melyet Sterk Izidor, Sebestyén Artúr és Hegedűs Ármin tervezett kései szecessziós stílusban, végül 1918-ban nyílt meg. Harminc évvel később a két kiszolgálóegységet elválasztották egymástól. A Gellért Szálló ma négycsillagos fürdő- és gyógyszálló, a Gellért fürdő pedig komplex gyógyfürdőellátást biztosító részleggel (nappali kórház), inhalatóriummal rendelkezik.
- Szent Gellért tér 4. – Műegyetem legrégebbi, „Ch” épülete
- A térre nyílik a Gellért-hegyi Sziklakápolna.

## Építmények

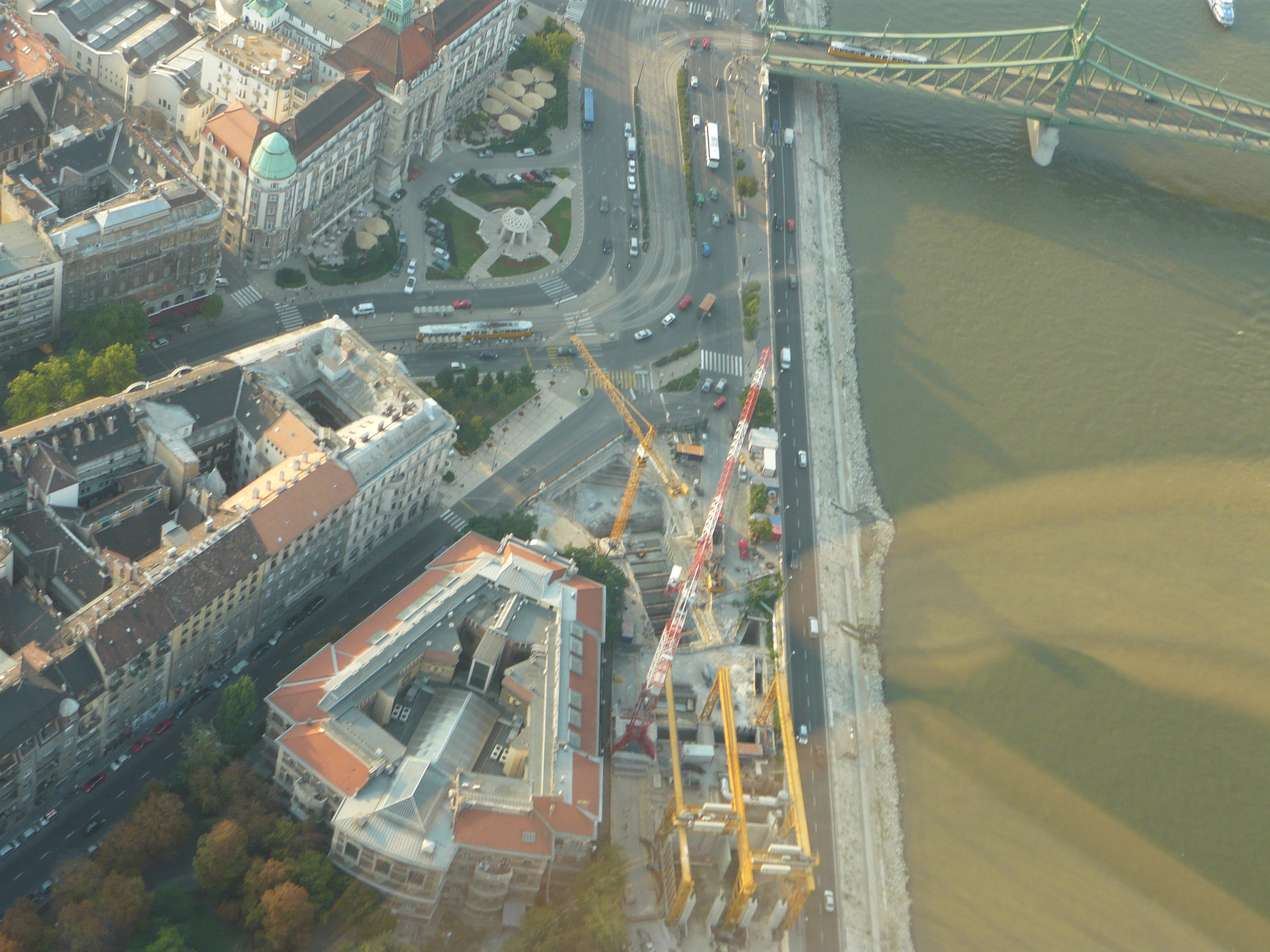
Az M4-es metróvonal Szent Gellért téri állomásának építése és a BME „Ch” épülete 2009 augusztusában

### Forrásház
2003 áprilisában adták át. Az épület és a térarchitektúra tervezője Dévényi Sándor. Eredetileg engedély nélkül épült, utólag kapott fennmaradási engedélyt. Az ivókút kiöntőiből a tervek szerint nyolc gyógyforrás vizét lehetett volna fogyasztani, de takarékossági okokból csapvíz folyik belőle. A kút üzemeltetője 2004 júniusától a Fővárosi Vízművek.

### A 4-es metró állomása
Az M4-es metróvonal egyik állomása itt található.

### Villamosmegálló
A megálló alatt rejtett forrásmedence található.

## Érdekességek

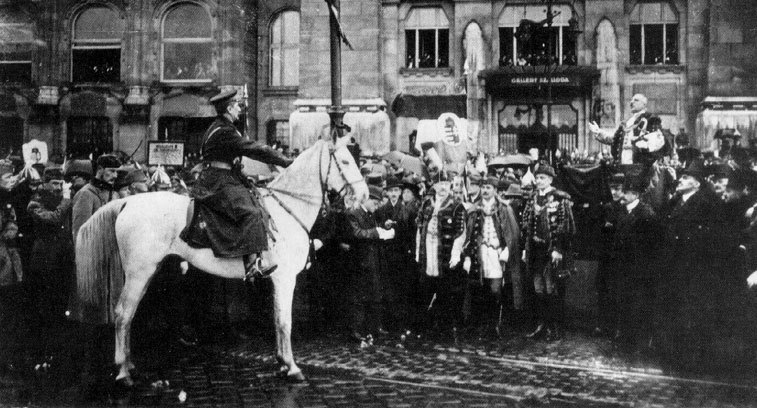
Bódy Tivadar polgármester fogadja a Budapestre bevonuló Horthy Miklóst a budapesti Gellért Szálló előtt, 1919. november 16-án

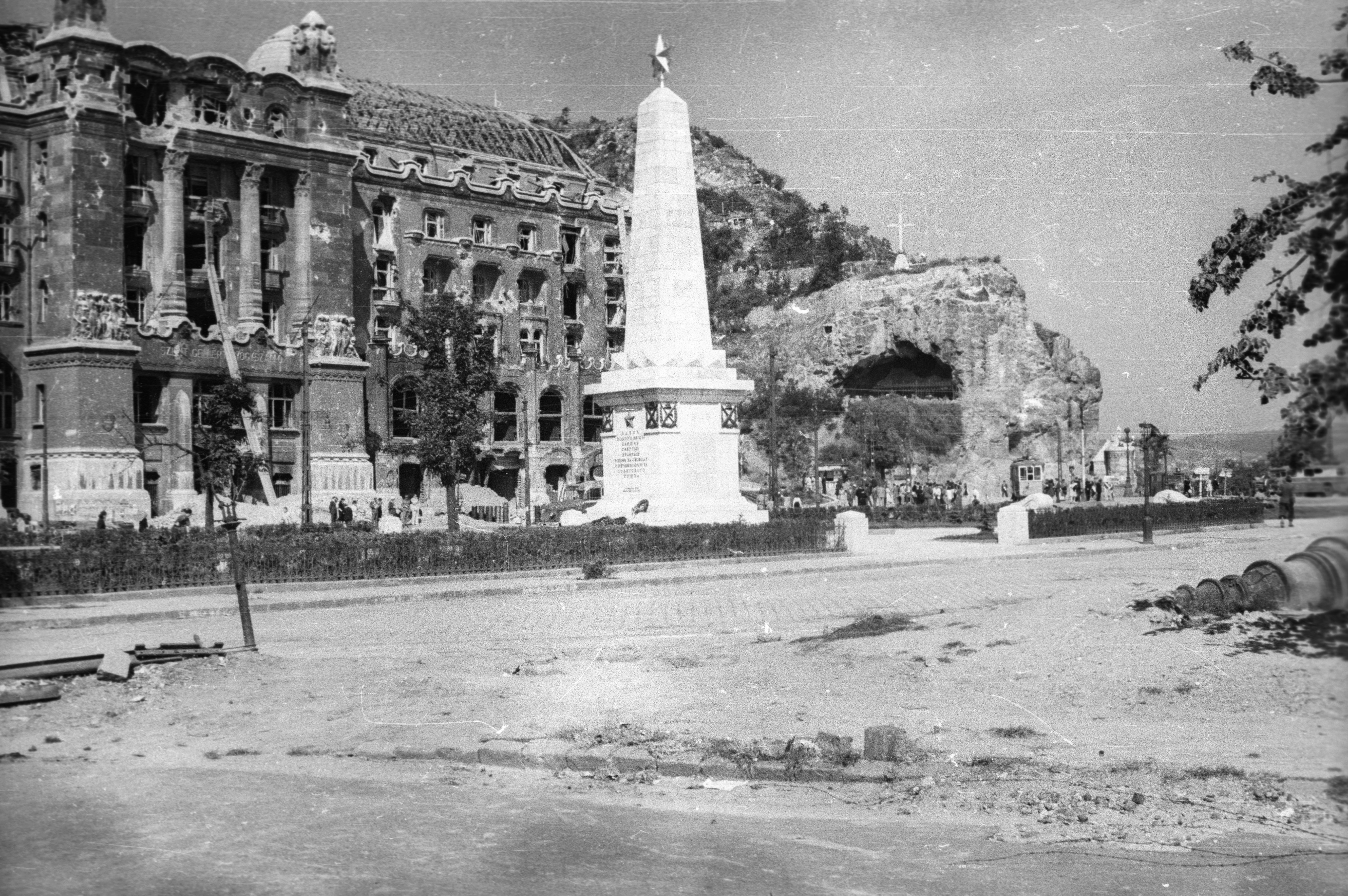
Az 1945-ben felállított szovjet obeliszk

- A Duna-parton található az Aeroexpress Rt. egykori budapesti hidroplán-állomásának emléktáblája.
- A Bartók Béla út és a Kemenes utca sarkán álló ház földszintjén működik a híres Szeged Étterem (egykoron a Gebauer-kávéház).
- 1919. november 16-án a 30 ezer fős Nemzeti Hadsereg élén fehér lovon teátrálisan bevonuló Horthy Miklós ellentengernagyot a téren fogadták Budapest vezetői.:
Tetemre hívom itt a Duna partján a magyar fővárost: ez a város megtagadta ezeréves múltját, ez a város sárba tiporta koronáját, nemzeti színeit, és vörös rongyokba öltözködött. Ez a város börtönbe vetette, kiüldözte a hazából annak legjobbjait, és egy év alatt elprédálta összes javainkat. De minél jobban közeledtünk, annál jobban leolvadt szívünkről a jég, és készek vagyunk megbocsátani (…) Katonáim, miután betakarították Isten áldását, fegyvert vettek kezükbe, hogy rendet teremtsenek itt, e hazában. Ezek a kezek nyitva állnak testvéri kézszorításra, de büntetni is tudnak, ha kell.
Ezután főhadiszállását ideiglenesen az akkor még új Gellért Szállóban rendezte be.
- 1945 és 1989 között a téren állt az egyik fővárosi szovjet hősi obeliszk. Az Antal Károly tervezte szobor helyének kijelölését és a kivitelezési munkálatokat is a szovjetek végezték, de a költségeket a magyaroknak kellett megfizetniük. Az 1956-os forradalom alatt megrongálták, feliratokkal borították. A rendszerváltozás után lebontották, helye 2002-ig üres volt.

## Galéria

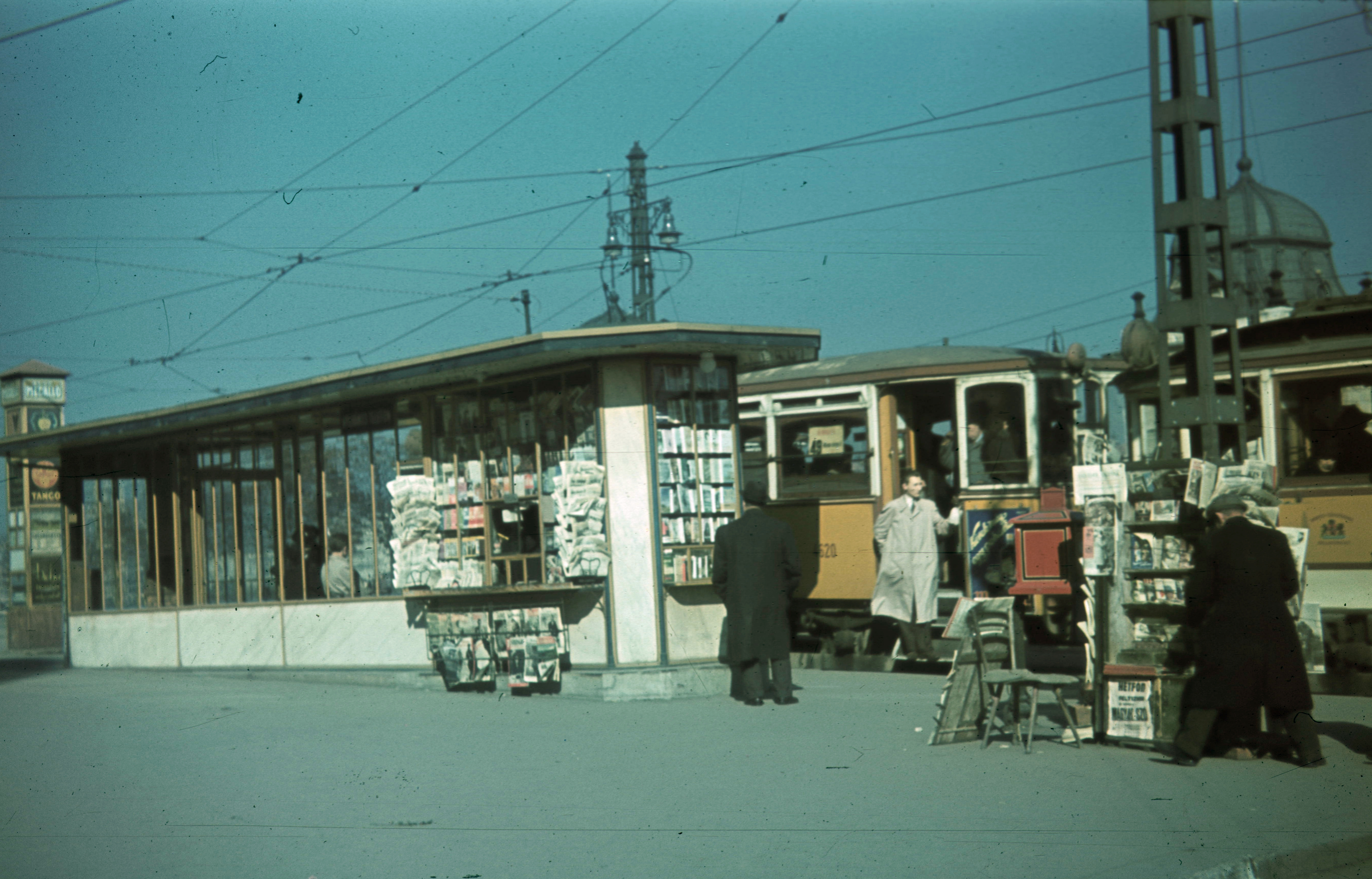
A Gellért téri villamosmegálló 1940-ben
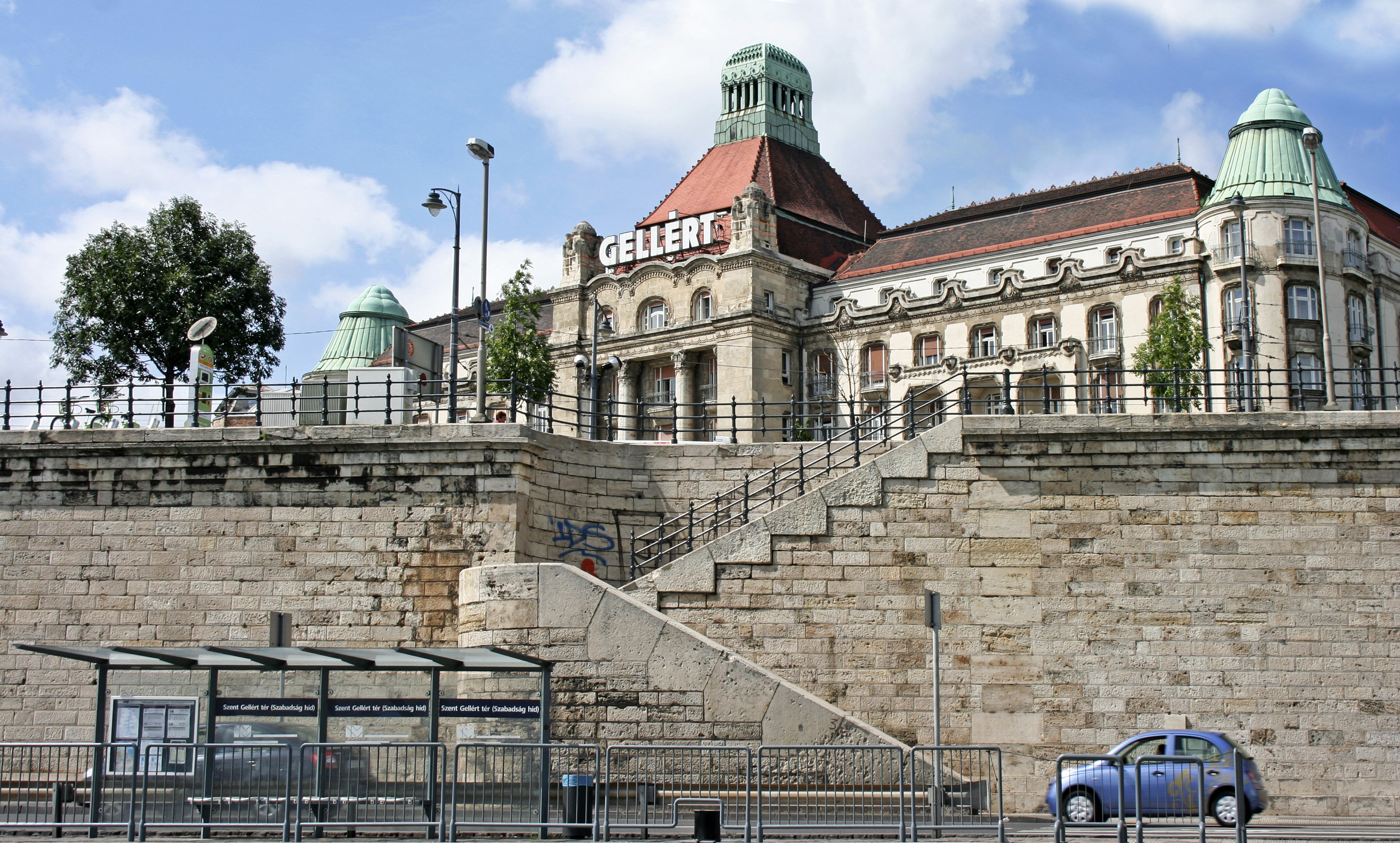
A BKV-hajójáratok Gellért téri állomása
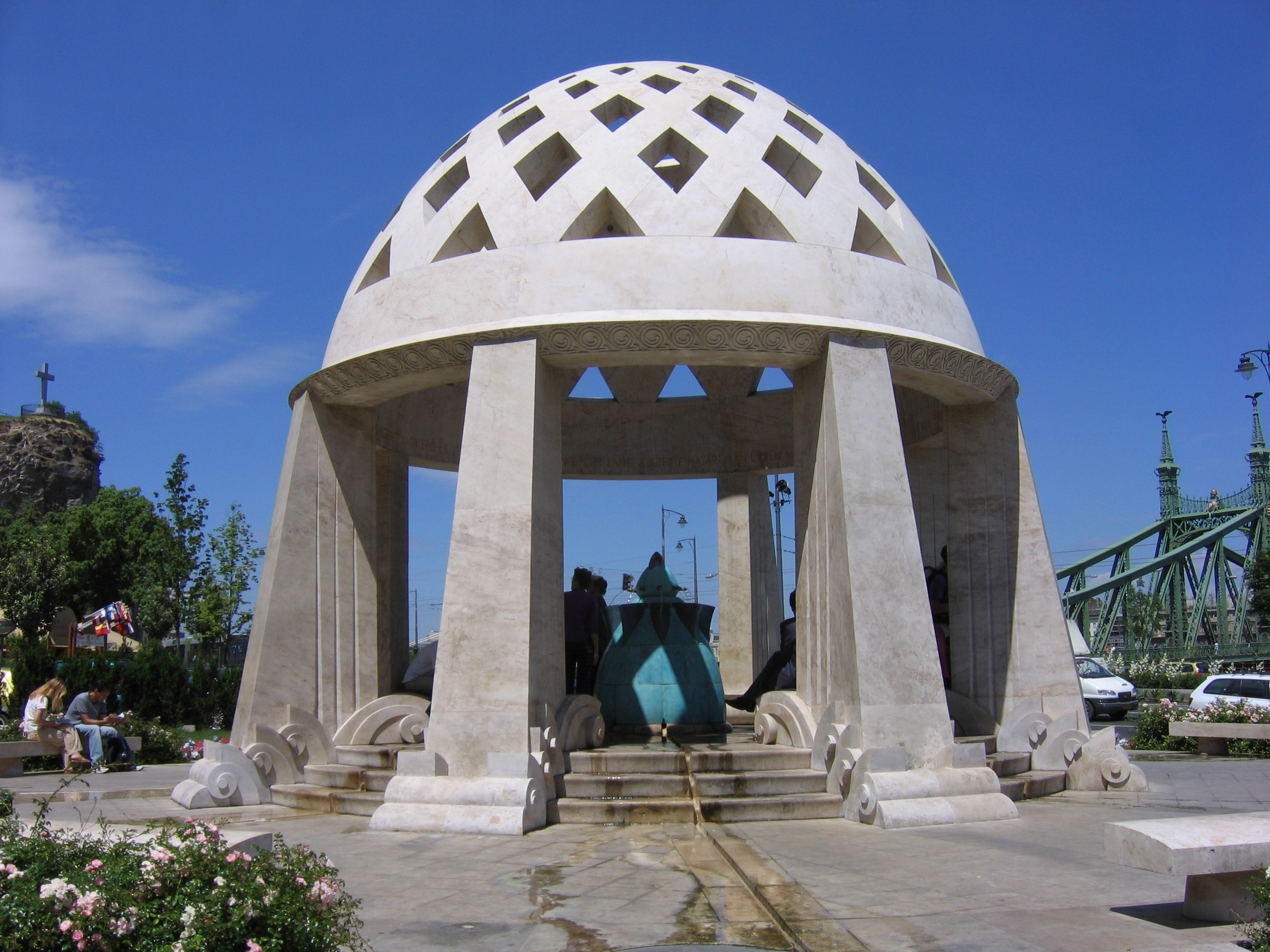
A forrásház
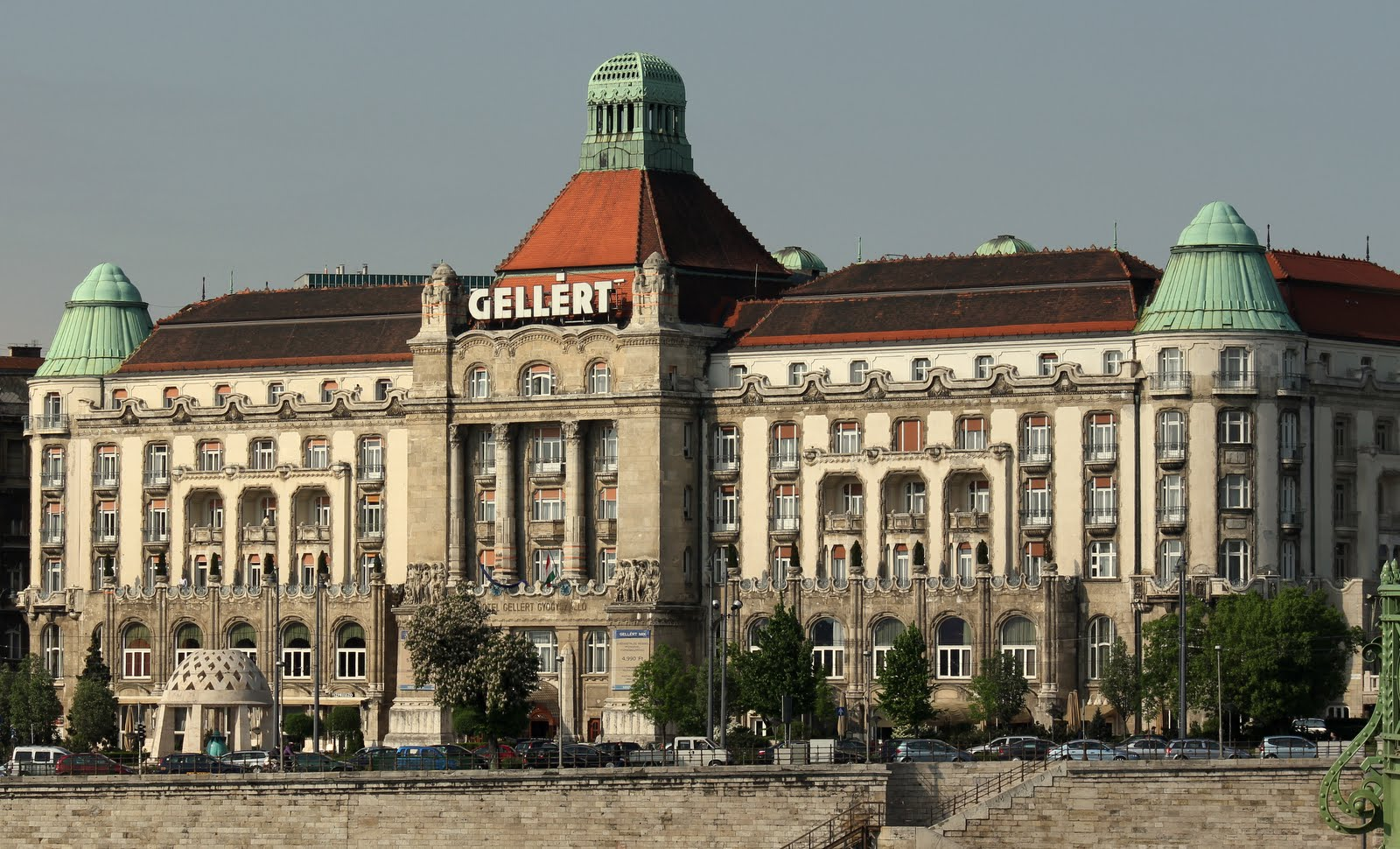
A Gellért Szálló a pesti oldalról
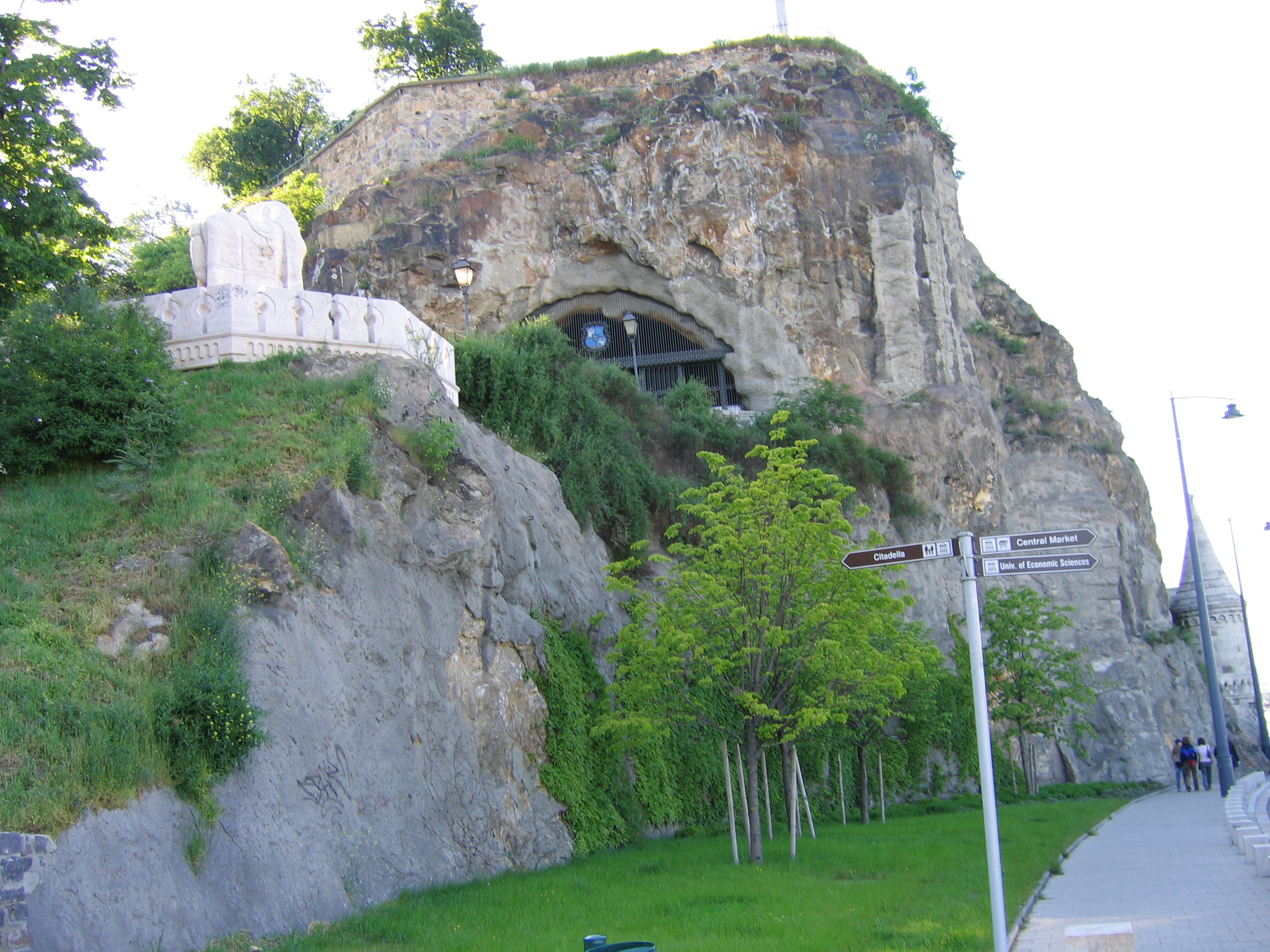
A Sziklatemplom

## Külső hivatkozások
- A tér közlekedéstörténete
- A metrómegálló
- Panorámakép a térről